# Ficus racemigera
Ficus racemigera är en mullbärsväxtart som beskrevs av Bur.. Ficus racemigera ingår i släktet fikonsläktet, och familjen mullbärsväxter. Inga underarter finns listade i Catalogue of Life.